# Anagyrus saipanensis
Anagyrus saipanensis is een vliesvleugelig insect uit de familie Encyrtidae. De wetenschappelijke naam is voor het eerst geldig gepubliceerd in 1952 door Doutt.